# Grand Prix Formule 1 van de Verenigde Staten 1972
De Grand Prix Formule 1 van de Verenigde Staten 1972 werd gehouden op 8 oktober 1972 op Watkins Glen International.

## Uitslag
| Positie | Nummer | Rijder                | Team         | Ronden | Tijd/Opgave         | Startplaats | Punten |
| ------- | ------ | --------------------- | ------------ | ------ | ------------------- | ----------- | ------ |
| 1       | 1      | Jackie Stewart        | Tyrrell-Ford | 59     | 1:41:43.35          | 1           | 9      |
| 2       | 2      | François Cevert       | Tyrrell-Ford | 59     | + 39.43 s           | 4           | 6      |
| 3       | 19     | Denny Hulme           | McLaren-Ford | 59     | + 44.73 s           | 3           | 4      |
| 4       | 4      | Ronnie Peterson       | March-Ford   | 59     | + 1:24.52           | 26          | 3      |
| 5       | 7      | Jacky Ickx            | Ferrari      | 59     | + 1:25.123          | 12          | 2      |
| 6       | 9      | Mario Andretti        | Ferrari      | 58     | + 1 Ronde           | 10          | 1      |
| 7       | 3      | Patrick Depailler     | Tyrrell-Ford | 58     | + 1 Ronde           | 11          |        |
| 8       | 8      | Clay Regazzoni        | Ferrari      | 58     | + 1 Ronde           | 6           |        |
| 9       | 21     | Jody Scheckter        | McLaren-Ford | 58     | + 1 Ronde           | 8           |        |
| 10      | 12     | Reine Wisell          | Lotus-Ford   | 57     | + 2 Ronden          | 16          |        |
| 11      | 28     | Graham Hill           | Brabham-Ford | 57     | + 2 Ronden          | 27          |        |
| 12      | 34     | Sam Posey             | Surtees-Ford | 57     | + 2 Ronden          | 23          |        |
| 13      | 6      | Mike Beuttler         | March-Ford   | 57     | + 2 Ronden          | 21          |        |
| 14      | 26     | Henri Pescarolo       | March-Ford   | 57     | + 2 Ronden          | 22          |        |
| 15      | 18     | Chris Amon            | Matra        | 57     | + 2 Ronden          | 7           |        |
| 16      | 33     | Skip Barber           | March-Ford   | 57     | + 2 Ronden          | 20          |        |
| 17      | 23     | Mike Hailwood         | Surtees-Ford | 56     | Botsing             | 14          |        |
| 18      | 20     | Peter Revson          | McLaren-Ford | 54     | Elektrisch probleem | 2           |        |
| 19      | 5      | Niki Lauda            | March-Ford   | 49     | Niet geklasseerd    | 25          |        |
| NF      | 27     | Carlos Pace           | March-Ford   | 48     | Benzinesysteem      | 15          |        |
| NF      | 14     | Peter Gethin          | BRM          | 47     | Motor               | 28          |        |
| NF      | 16     | Howden Ganley         | BRM          | 44     | Motor               | 17          |        |
| NF      | 11     | David Walker          | Lotus-Ford   | 44     | Motor               | 30          |        |
| NF      | 30     | Wilson Fittipaldi Jr. | Brabham-Ford | 43     | Motor               | 13          |        |
| NF      | 17     | Jean-Pierre Beltoise  | BRM          | 40     | Ontsteking          | 18          |        |
| NF      | 15     | Brian Redman          | BRM          | 34     | Motor               | 24          |        |
| NF      | 29     | Carlos Reutemann      | Brabham-Ford | 31     | Motor               | 5           |        |
| NF      | 25     | Andrea de Adamich     | Surtees-Ford | 25     | Botsing             | 19          |        |
| NF      | 24     | Tim Schenken          | Surtees-Ford | 22     | Ophanging           | 31          |        |
| NF      | 10     | Emerson Fittipaldi    | Lotus-Ford   | 17     | Ophanging           | 9           |        |
| NF      | 31     | Derek Bell            | Tecno        | 8      | Motor               | 29          |        |

## Statistieken
| Pole-position | Jackie Stewart | Tyrrell-Ford | 1:40.481 |
| Snelste ronde | Jackie Stewart | Tyrrell-Ford | 1:41.644 |

## Noot
- Dit was het debuut van de Zuid-Afrikaanse coureur (en toekomstig wereldkampioen) Jody Scheckter.
- Eerste wereldtitel voor Emerson Fittipaldi en voor een Braziliaanse coureur. Fittipaldi was de dertiende coureur die wereldkampioen werd.

Grand Prix Formule 1 van de Verenigde Staten: 1908 · 1910 · 1911 · 1912 · 1914 · 1915 · 1916 · 1959 · 1960 · 1961 · 1962 · 1963 · 1964 · 1965 · 1966 · 1967 · 1968 · 1969 · 1970 · 1971 · 1972 · 1973 · 1974 · 1975 · 1976 · 1977 · 1978 · 1979 · 1980 · 1989 · 1990 · 1991 · 2000 · 2001 · 2002 · 2003 · 2004 · 2005 · 2006 · 2007 · 2012 · 2013 · 2014 · 2015 · 2016 · 2017 · 2018 · 2019 · 2021 · 2022 · 2023 · 2024 · 2025 · 2026

Indianapolis 500: 1950 · 1951 · 1952 · 1953 · 1954 · 1955 · 1956 · 1957 · 1958 · 1959 · 1960

Grand Prix Formule 1 van de Verenigde Staten West: 1976 · 1977 · 1978 · 1979 · 1980 · 1981 · 1982 · 1983

Grand Prix Formule 1 van Las Vegas: 1981 · 1982 · 2023 · 2024 · 2025

Grand Prix Formule 1 van de Verenigde Staten Oost: 1982 · 1983 · 1984 · 1985 · 1986 · 1987 · 1988

Grand Prix Formule 1 van Dallas: 1984

Grand Prix Formule 1 van Miami: 2022 · 2023 · 2024 · 2025 · 2026 · 2027 · 2028 · 2029 · 2030 · 2031 · 2032 · 2033 · 2034 · 2035 · 2036 · 2037 · 2038 · 2039 · 2040 · 2041